# 아리아 항공
아리아 항공(영어: Aria Air)은 이란의 항공사로 테헤란 메흐라바드 공항이 허브 공항으로 2000년에 설립되었다. 주로 이란 국내 및 국제 항공편을 운영하고 있다.

## 보유 기종
- 2012년 8월 기준으로 아리아 항공은 다음과 같은 기종을 보유하고 있다.[2]

## 사진

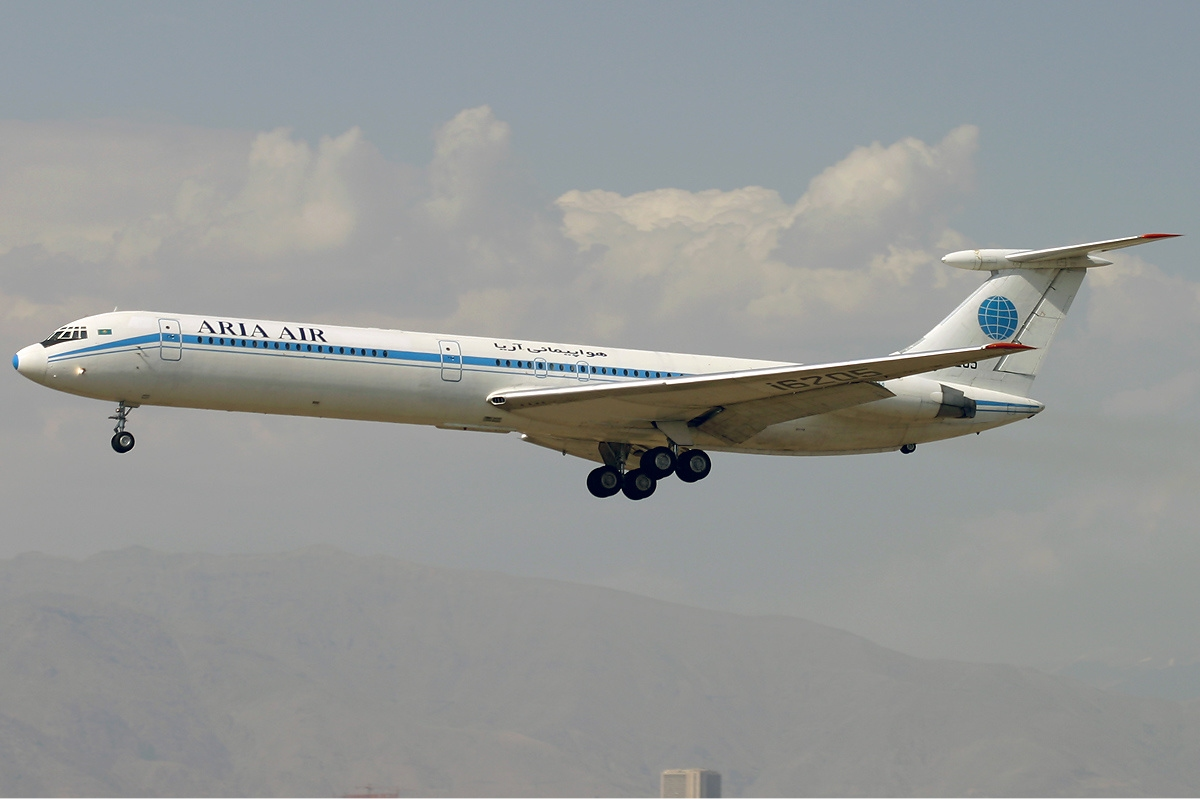
아리아 항공의 일류신 Il-62M
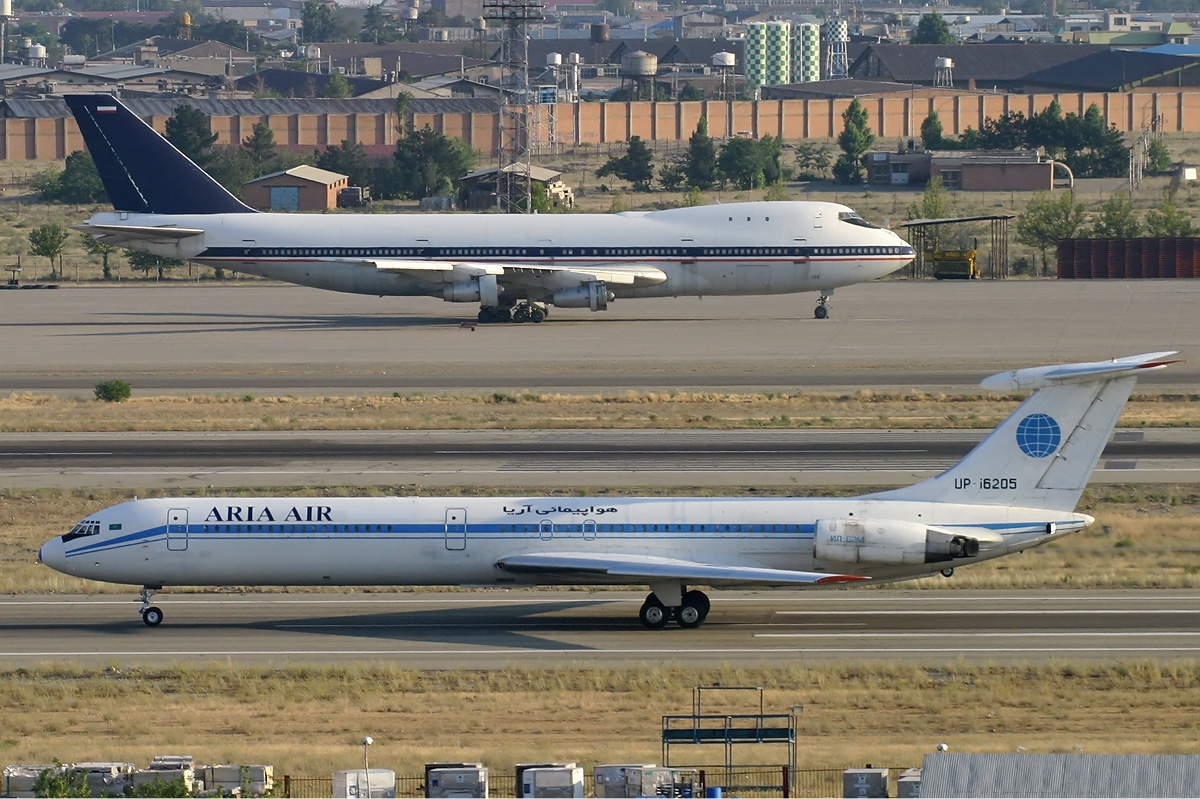
아리아 항공의 일류신 Il-62M
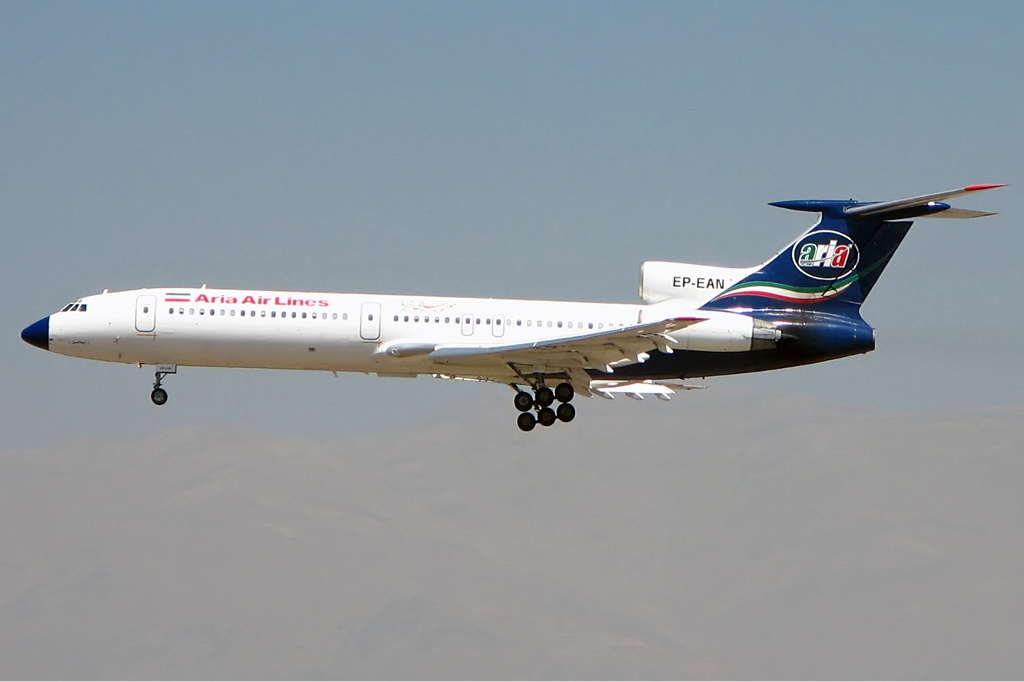
아리아 항공의 투폴레프 Tu-154M